# Долротфелд
Долротфелд (њем. Dollrottfeld) општина је у њемачкој савезној држави Шлезвиг-Холштајн. Једно је од 134 општинска средишта округа Шлезвиг-Фленсбург. Према процјени из 2010. у општини је живјело 274 становника. Посједује регионалну шифру (AGS) 1059021.

## Географски и демографски подаци
Долротфелд се налази у савезној држави Шлезвиг-Холштајн у округу Шлезвиг-Фленсбург. Општина се налази на надморској висини од 30 метара. Површина општине износи 5,0 km². У самом мјесту је, према процјени из 2010. године, живјело 274 становника. Просјечна густина становништва износи 55 становника/km².